# Чемпионат Европы по футболу 2024 (отборочный турнир, группа C)
Группа C отборочного турнира чемпионата Европы по футболу 2024 — одна из десяти групп для определения команд, которые примут участие в основной стадии чемпионата в Германии. В группу С попали пять сборных: Англия, Италия, Мальта, Северная Македония и Украина. Команды сыграют друг с другом дома и в гостях в 2 круга.
Сборные, занявшие первые два места, выйдут в финальную часть чемпионата. Участники плей-офф будут определены на основе их выступления в Лиге наций 2022/2023.

## Турнирная таблица
| Поз | Команда            | И | В | Н | П | МЗ | МП | РМ  | О  | Квалификация                        |     | Англия | Италия | Украина | Флаг Северной Македонии | Мальта |
| --- | ------------------ | - | - | - | - | -- | -- | --- | -- | ----------------------------------- | --- | ------ | ------ | ------- | ----------------------- | ------ |
| 1   | Англия             | 8 | 6 | 2 | 0 | 22 | 4  | +18 | 20 | Квалификация в финальный раунд      |     | —      | 3:1    | 2:0     | 7:0                     | 2:0    |
| 2   | Италия             | 8 | 4 | 2 | 2 | 16 | 9  | +7  | 14 | Квалификация в финальный раунд      |     | 1:2    | —      | 2:1     | 5:2                     | 4:0    |
| 3   | Украина            | 8 | 4 | 2 | 2 | 11 | 8  | +3  | 14 | Сборная участвует в стыковых матчах |     | 1:1    | 0:0    | —       | 2:0                     | 1:0    |
| 4   | Северная Македония | 8 | 2 | 2 | 4 | 10 | 20 | −10 | 8  |                                     |     | 1:1    | 1:1    | 2:3     | —                       | 2:1    |
| 5   | Мальта             | 8 | 0 | 0 | 8 | 2  | 20 | −18 | 0  |                                     | 0:4 | 0:2    | 1:3    | 0:2     | —                       |        |

## Матчи
Список матчей был опубликован УЕФА 10 октября 2022 года. Время указано в CET/CEST. Местное время, если отличается, указано в скобках.
| Италия     | 1:2     | Англия                       |
| ---------- | ------- | ---------------------------- |
| Ретеги 56′ | (отчёт) | - Райс 13′ - Кейн 44′ (пен.) |

| Северная Македония         | 2:1     | Мальта      |
| -------------------------- | ------- | ----------- |
| - Элмас 66′ - Чурлинов 72′ | (отчёт) | - Янкам 86′ |

| Англия                | 2:0     | Украина |
| --------------------- | ------- | ------- |
| - Кейн 37′ - Сака 40′ | (отчёт) |         |

| Мальта | 0:2     | Италия                     |
| ------ | ------- | -------------------------- |
|        | (отчёт) | - Ретеги 15′ - Пессина 27′ |

| Мальта | 0:4     | Англия                                                                          |
| ------ | ------- | ------------------------------------------------------------------------------- |
|        | (отчёт) | - Апап 8′ (авт.) - Александер-Арнольд 28′ - Кейн 31′ (пен.) - Уилсон 83′ (пен.) |

| Северная Македония             | 2:3     | Украина                                     |
| ------------------------------ | ------- | ------------------------------------------- |
| - Барди 31′ (пен.) - Элмас 39′ | (отчёт) | - Забарный 62′ - Конопля 67′ - Цыганков 83′ |

| Украина             | 1:0     | Мальта |
| ------------------- | ------- | ------ |
| Цыганков 72′ (пен.) | (отчёт) |        |

| Англия                                                               | 7:0     | Северная Македония |
| -------------------------------------------------------------------- | ------- | ------------------ |
| - Кейн 29′ 73′ (пен.) - Сака 38′ 47′ 51′ - Рашфорд 45′ - Филлипс 64′ | (отчёт) |                    |

| Украина        | 1:1     | Англия      |
| -------------- | ------- | ----------- |
| - Зинченко 26′ | (отчёт) | - Уокер 41′ |

| Северная Македония | 1:1     | Италия         |
| ------------------ | ------- | -------------- |
| - Барди 81′        | (отчёт) | - Иммобиле 47′ |

| Италия             | 2:1     | Украина         |
| ------------------ | ------- | --------------- |
| - Фраттези 12′ 29′ | (отчёт) | - Ярмоленко 41′ |

| Мальта | 0:2     | Северная Македония     |
| ------ | ------- | ---------------------- |
|        | (отчёт) | - Элмас 5′ - Манев 41′ |

| Украина                        | 2:0     | Северная Македония |
| ------------------------------ | ------- | ------------------ |
| - Судаков 30′ - Караваев 90+5′ | (отчёт) |                    |

| Италия                                                 | 4:0     | Мальта |
| ------------------------------------------------------ | ------- | ------ |
| - Бонавентура 23′ - Берарди 45+1′ 64′ - Фраттези 90+3′ | (отчёт) |        |

| Англия                              | 3:1     | Италия         |
| ----------------------------------- | ------- | -------------- |
| - Кейн 32′ (пен.) 77′ - Рашфорд 57′ | (отчёт) | - Скамакка 15′ |

| Мальта      | 1:3     | Украина                                                 |
| ----------- | ------- | ------------------------------------------------------- |
| - Мбонг 12′ | (отчёт) | - Камензули 38′ (авт.) - Довбик 43′ (пен.) - Мудрик 85′ |

| Англия                      | 2:0     | Мальта |
| --------------------------- | ------- | ------ |
| - Пепе 8′ (авт.) - Кейн 75′ | (отчёт) |        |

| Италия                                                              | 5:2     | Северная Македония |
| ------------------------------------------------------------------- | ------- | ------------------ |
| - Дармиан 17′ - Кьеза 41′ 45+2′ - Распадори 81′ - Эль-Шаарави 90+3′ | (отчёт) | - Атанасов 52′ 74′ |

| Северная Македония | 1:1     | Англия                |
| ------------------ | ------- | --------------------- |
| - Барди 41′        | (отчёт) | - Атанасов 59′ (авт.) |

| Украина | 0:0     | Италия |
| ------- | ------- | ------ |
|         | (отчёт) |        |

## Бомбардиры
Примечание: В скобках указано, сколько голов из общего числа забито с пенальти.
8 голов
- Гарри Кейн (4)

4 гола
- Букайо Сака

3 гола
- Давиде Фраттези
- Элиф Элмас
- Энис Барди (1)

2 гола
- Маркус Рашфорд
- Доменико Берарди
- Федерико Кьеза
- Матео Ретеги
- Яни Атанасов
- Виктор Цыганков (1)

1 гол
- Трент Александер-Арнольд
- Деклан Райс
- Каллум Уилсон (1)
- Кайл Уокер
- Калвин Филлипс
- Маттео Пессина
- Чиро Иммобиле
- Джакомо Бонавентура
- Джанлука Скамакка
- Маттео Дармиан
- Джакомо Распадори
- Стефан Эль-Шаарави
- Пол Мбонг
- Янник Янкам
- Йован Манев
- Дарко Чурлинов
- Артём Довбик (1)
- Илья Забарный
- Александр Зинченко
- Александр Караваев
- Ефим Конопля
- Михаил Мудрик
- Георгий Судаков
- Андрей Ярмоленко

Автоголы
- Фердинандо Апап (в матче против  Англии)
- Райан Камензули (в матче против  Украины)
- Энрико Пепе (в матче против  Англии)
- Яни Атанасов (в матче против  Англии)

## Дисквалификации
Игрок получает дисквалификацию на 1 матч за следующие нарушения:
- Красная карточка (отстранение за красную карточку может быть продлено за грубые нарушения).
- 3 жёлтые карточки в 3-х разных матчах, а также 5-я и каждая последующая жёлтая карточка (дисквалификация за жёлтую карточку не переносится на плей-офф, основной турнир или любые другие международные матчи).

| Футболист           | Команда            | Нарушения | Пропущенные матчи                          |
| ------------------- | ------------------ | --- | ------------------------------------------ |
| Люк Шоу             | Англия             | против Италии (23 марта 2023)                                                                                            | против Украины (26 марта 2023)             |
| Джованни Ди Лоренцо | Италия             | против Англии (23 марта 2023) · против Мальты (26 марта 2023) · против Англии (17 октября 2023)                          | против Северной Македонии (17 ноября 2023) |
| Стив Борг           | Мальта             | против Северной Македонии (23 марта 2023) · против Украины (19 июня 2023) · против Северной Македонии (12 сентября 2023) | против Италии (14 октября 2023)            |
| Висар Муслиу        | Северная Македония | против Украины (16 июня 2023)                                                                                            | против Англии (19 июня 2023)               |
| Руслан Малиновский  | Украина            | против Англии (26 марта 2023) · против Мальты (19 июня 2023) · против Северной Македонии (14 октября 2023)               | против Мальты (17 октября 2023)            |